# Asseiceira (Rio Maior)
Asseiceira ist eine Gemeinde (Freguesia) im portugiesischen Kreis Rio Maior. In ihr leben 1124 Einwohner (Stand 19. April 2021).